# Лебанон (Міссурі)
Лебанон (англ. Lebanon) — місто (англ. city) в США, в окрузі Лаклід штату Міссурі. Населення — 15 013 особи (2020).

## Географія
Лебанон розташований за координатами 37°40′20″ пн. ш. 92°39′35″ зх. д. / 37.67222° пн. ш. 92.65972° зх. д. (37.672131, -92.659670).  За даними Бюро перепису населення США в 2010 році місто мало площу 38,12 км², з яких 37,88 км² — суходіл та 0,24 км² — водойми.

## Демографія
Згідно з переписом 2010 року, у місті мешкали 14 474 особи в 5980 домогосподарствах у складі 3745 родин. Густота населення становила 380 осіб/км².  Було 6728 помешкань (176/км²).
Расовий склад населення:
| - 94,1 % — білих - 1,3 % — чорних або афроамериканців - 0,7 % — азіатів - 0,6 % — корінних американців - 0,1 % — вихідців з тихоокеанських островів |

До двох чи більше рас належало 2,4 %. Частка іспаномовних становила 2,6 % від усіх жителів.
За віковим діапазоном населення розподілялося таким чином: 25,9 % — особи молодші 18 років, 58,3 % — особи у віці 18—64 років, 15,8 % — особи у віці 65 років та старші. Медіана віку мешканця становила 35,4 року. На 100 осіб жіночої статі у місті припадало 90,6 чоловіків;  на 100 жінок у віці від 18 років та старших — 85,8 чоловіків також старших 18 років.
Середній дохід на одне домашнє господарство  становив 41 650 доларів США (медіана — 31 115), а середній дохід на одну сім'ю — 49 495 доларів (медіана — 40 590). Медіана доходів становила 36 577 доларів для чоловіків та 24 409 доларів для жінок. За межею бідності перебувало 25,6 % осіб, у тому числі 38,9 % дітей у віці до 18 років та 13,0 % осіб у віці 65 років та старших.
Цивільне працевлаштоване населення становило 5755 осіб. Основні галузі зайнятості: виробництво — 25,9 %, освіта, охорона здоров'я та соціальна допомога — 17,2 %, роздрібна торгівля — 11,5 %, мистецтво, розваги та відпочинок — 11,2 %.